# Leslie Jones
Annette „Leslie” Jones (Memphis, 1967. szeptember 7. –) amerikai humorista és színésznő. 
2014-től 2019-ig a Saturday Night Live egyik szereplője és írója volt, majd a Supermarket Sweep műsorvezetője lett. Ő alakította Patty Tolant a 2016-os Szellemirtók-filmben.
A Time magazin 2017-ben beválogatta őt a világ 100 legbefolyásosabb embere listájára.

## Fiatalkora és családja
1967. szeptember 7-én született a Tennessee állambeli Memphisben. Volt egy testvére, Rodney Keith Jones (1971–2009). Apja a hadseregben szolgált, így a család gyakran költözött.
Los Angelesbe költözésük után apja Stevie Wonder rádióállomásánál, a KJLH-nál vállalt mérnöki állást. Jones a kaliforniai Lynwoodban járt középiskolába, ahol kosárlabdázott is. Középfokú tanulmányai befejezése után a Chapman University hallgatója lett. DJ volt a KNAB nevű rádióállomásnál, és a tengerentúlon tervezett kosárlabdázó pályafutást.

## Pályafutása

### Stand-up comedy
1987-ben kezdett stand-upolni, miután egy barátnője indította őt a "legviccesebb személy" versenyen. Miután megnyerte a versenyt, kilépett az iskolából és Los Angelesbe költözött. Különféle klubokban lépett fel, miközben a Roscoe's House of Chicken and Waffles-nál és a UPS-nél dolgozott. Mother Love és Dave Chappelle biztatására New Yorkba költözött. Szerepelt a BET ComicView című műsorában, majd visszaköltözött Los Angelesbe. Fellépett a Comedy Store-ban is, azonban negatív kritikákat kapott. Fellépett Jamie Foxx előtt is, de a közönség kifújolta őt. Ezt követően három év szünetet tartott. Mivel attól tartott, hogy csak afroamerikai körökben lesz ismert, 2010 körül abbahagyta az úgynevezett „fekete klubokban” való fellépést. Chris Rock látta az egyik fellépését, a "humor néhány legnagyobb menedzserének" átadta Jones nevét, akik közül „egyik sem kapta meg”. Rock később bejuttatta Jones-t a Saturday Night Live-ba.
Katt Williams It's Pimpin' Pimpin' című albumának turnéján az egyik fellépő volt.
A Netflix 2020-ban szerződést kötött vele.

### Saturday Night Live
2013 decemberében meghallgatást tartottak a Saturday Night Live című műsorban, hogy legalább egy afroamerikai nő szerepeljen benne. Erre a meghallgatásra jelentkezett Jones, aki azelőtt kritizálta a műsort és az egyik szereplőt, Kenan Thompsont, hogy "nem viccesek". Sasheer Zamata a szereplőgárda tagja lett, míg Jones és LaKendra Tookes írók lettek. Jones először 2014. május 3-án szerepelt a műsorban, a Weekend Update szegmensben. Az itt elsütött viccei botrányosnak számítottak.
Szerepelt a negyvenedik évad első és harmadik részeiben. 2014. október 20-án a főszereplők közé válogatták, így első hivatalos megjelenése öt nappal később volt.  Ő lett a legidősebb személy, aki csatlakozott a műsorhoz (akkor 47 éves volt). Jones csatlakozásával ez lett az első alkalom, hogy az SNL stábja egynél több afroamerikai nőt számlált. Továbbá a negyvenedik évad volt az első évad, amelyben öt afroamerikai tag szerepelt. Jones visszatért a negyvenegyedik, negyvenkettedik, negyvenharmadik és negyvennegyedik évadokra.
2017-ben és 2018-ban Emmy-díjra jelölték a „kiemelkedő mellékszereplő” kategóriában az SNL miatt.
A negyvenötödik évadra nem tért vissza.

### Filmek
2006-ban Master P Repos című filmjében szerepelt.
2014-ben Chris Rock Az öt kedvenc című filmjében szerepelt. Rock elmondta, hogy már dolgoznak a folytatáson. Így nyilatkozott a Complex magazinnak: "Némelyek kifejezetten ragyognak Az öt kedvencben. Az ember egy kicsit több Leslie Jones-t szeretne látni".
Szerepelt Judd Apatow és Amy Schumer 2015-ös Kész katasztrófa című filmjében is. Apatow és Schumer kifejezetten Jones számára írtak egy szerepet, miután látták őt Az öt kedvencben.
A 2016-os Szellemirtók filmben Melissa McCarthyval, Kristen Wiiggel és Kate McKinnonnal együtt játszott.
Szerepelt az Amerikába jöttem 2. című filmben is Tracy Morgan, Rick Ross és KiKi Layne oldalán.

### Egyéb projektek
Jones és humorista társa, Adam DeVine 2016-ban szerepeltek az Allstate Insurance kampányában, amelyet a Leo Burnett Worldwide reklámügynökség készített.
Jones a BET Awards házigazdája volt 2017. június 25-én. Ez volt a műsorvezetői debütálása.
2018-ban az Amazon Echo Spot két reklámjában is szerepelt.
2020-ban a Supermarket Sweep című műsor rebootjának házigazdája volt. 2021-ben visszatért a 2. évadra.
Jones volt a 2021-es MTV Movie & TV Awards házigazdája.

## Hatásai
Jones szerint komikusi karrierjére Eddie Murphy, Richard Pryor, Carol Burnett, Lucille Ball, John Ritter és Whoopi Goldberg volt főként hatással.

## Magánélete
A Seattle Sounders FC csapat szurkolója.

### Online zaklatás
A Szellemirtók 2016 júliusi megjelenése után Jones a Twitteren rasszista és szexista támadások áldozatává vált. A közösségi médiaplatform válaszul több felhasználóval szemben is intézkedett, aminek eredményeképpen véglegesen kitiltották Milo Yiannopoulos felhasználót és a Breitbart szerkesztőjét, aki Jones-t „tudatlannak” nevezte.
Miután továbbra is rasszista megjegyzéseket kapott, Jones 2016. július 18-án ideiglenesen felhagyott a Twitter használatával. Később megjelent a Late Night with Seth Meyers című műsorban, ahol beszélt a megpróbáltatásokról és a Twitter vezérigazgatójával, Jack Dorsey-vel való találkozásáról. Yiannopoulos kijelentésére reagálva, miszerint azért támadták meg, mert „meleg és konzervatív”, azzal érvelt, hogy „a gyűlöletbeszéd és a szólásszabadság két különböző dolog”.
Egy hónappal később Jones ismét online zaklatásnak volt kitéve. Személyes weboldalát feltörték, és annak tartalmát útlevelének és jogosítványának képeivel helyettesítették. Az oldalt is megváltoztatták, hogy állítólagos meztelen fotókat jelenítsenek meg róla, valamint egy videós tisztelgést Harambe, a Cincinnati Állatkert 2016 májusában megölt gorillája emlékére. A csapata nem sokkal a hackertámadás után levette a honlapját.
A két incidens hatására a rajongók és a hírességek egyaránt kiálltak Jones mellett a #LoveForLeslieJ hashtaggel, amely a Twitteren és az Instagramon is megjelent.  A támogatók között van Paul Feig, Gabourey Sidibe, Ellen DeGeneres, Sara Benincasa, Ava DuVernay, Hillary Clinton, Corey Taylor, Katy Perry, Octavia Spencer, Anna Kendrick, Lena Dunham, és Loni Love is. Jones a Saturday Night Live 2016. október 22-i epizódjában reagált a hackertámadásokra.

## Filmográfia

### Film
| Év   | Magyar cím              | Eredeti cím                    | Szerep                 | Magyar hang      |
| ---- | ----------------------- | ------------------------------ | ---------------------- | ---------------- |
| 1987 | Papi a pácban           | Home Is Where the Hart Is      | éjjeli nővér           |                  |
| 1999 |                         | For Love of the Game           | statiszta              |                  |
| 2003 | Nemzetbiztonság Bt.     | National Security              | Britney                |                  |
| 2006 |                         | Repos                          | Lay La                 |                  |
| 2007 |                         | Gangsta Rap: The Glockumentary | Mamma Du Rag           |                  |
| 2008 |                         | Internet Dating                | túl édes Jones         |                  |
| 2010 |                         | Something Like a Business      | Vanity                 |                  |
| 2010 | Lottószelvény           | Lottery Ticket                 | Tasha                  |                  |
| 2010 |                         | The Company We Keep            | Beverly Blue           |                  |
| 2012 |                         | House Arrest                   | Főnökasszony           |                  |
| 2012 |                         | Christmas in Compton           | Tiny                   |                  |
| 2014 | Az öt kedvenc           | Top Five                       | Lisa                   | Nyakó Júlia      |
| 2014 |                         | Kony Montana                   | Fufu                   |                  |
| 2015 |                         | We Are Family                  | Leslie (A sofőr)       |                  |
| 2015 | Kész katasztrófa        | Trainwreck                     | Dühös metró utas       | Nádasi Veronika  |
| 2016 | Szellemirtók            | Ghostbusters                   | Patricia „Patty” Tolan | Bognár Gyöngyvér |
| 2016 | Énekelj!                | Sing                           | Meena anyja (hangja)   | Bognár Gyöngyvér |
| 2016 | Lángelmék               | Masterminds                    | Scanlon FBI-ügynök     | Bognár Gyöngyvér |
| 2019 | Angry Birds 2. – A film | The Angry Birds Movie 2        | Zeta (hangja)          | Szulák Andrea    |
| 2021 | Amerikába jöttem 2.     | Coming 2 America               | Mary Junson            | Bognár Gyöngyvér |
| 2022 |                         | Good Burger 2                  | Charlotte Reed         |                  |

### Televízió
| Év        | Magyar cím                                      | Eredeti cím                        | Szerep                  | Megjegyzések                       |
| --------- | ----------------------------------------------- | ---------------------------------- | ----------------------- | ---------------------------------- |
| 1996      |                                                 | In The House                       | női kosárlabdázó        | 1 epizód (stáblistán nem szerepel) |
| 2004      | Csajok                                          | Girlfriends                        | Mabel                   | 1 epizód                           |
| 2007      |                                                 | Mind of Mencia                     | Brownsugar nővér/testőr | 2 epizód                           |
| 2007      |                                                 | American Body Shop                 | Roshanda Washington     | 1 epizód                           |
| 2010      |                                                 | Chelsea Lately                     | önmaga                  | 1 epizód                           |
| 2010      |                                                 | Problem Child: Leslie Jones        | önmaga                  | stand-up különkiadás               |
| 2012      |                                                 | Daddy Knows Best                   | dühös nő                | 1 epizód                           |
| 2013      |                                                 | Sullivan & Son                     | Bobbie                  | 1 epizód                           |
| 2013      | Főállású fater                                  | See Dad Run                        | biztonsági őr           | 1 epizód                           |
| 2013      | A liga                                          | The League                         | stand upos diák         | 1 epizód                           |
| 2014      | A munka hősei                                   | Workaholics                        | Lynette                 | 1 epizód                           |
| 2014–2019 | Saturday Night Live                             | Saturday Night Live                | több szerep             | szereplő és író                    |
| 2016      | Feketelista                                     | The Blacklist                      | fecsegő nő              | 1 epizód                           |
| 2018      | Kevin, a minden6ó                               | Kevin (Probably) Saves the World   | Cindy                   | 1 epizód                           |
| 2020      |                                                 | Supermarket Sweep                  | házigazda               |                                    |
| 2020      | RuPaul – Drag Queen leszek!                     | RuPaul's Drag Race                 | önmaga                  | 1 epizód                           |
| 2020      | Ru Paul – Drag Queen leszek: A színfalak mögött | RuPaul's Drag Race: Untucked       | önmaga                  | 1 epizód                           |
| 2020      | 2020: Legyen már vége!                          | Death to 2020                      | Dr. Maggie Gravel       | különkiadás                        |
| 2020      |                                                 | Leslie Jones: Time Machine         | önmaga                  | Netflix különkiadás                |
| 2021      |                                                 | Celebrity Wheel of Fortune         | önmaga                  | 1 epizód                           |
| 2021      | 2021-es MTV Movie & TV Awards                   | 2021 MTV Movie & TV Awards         | önmaga (házigazda)      | különkiadás                        |
| 2021      | John Oliver-show az elmúlt hét híreiről         | Last Week Tonight with John Oliver | önmaga                  | 1 epizód                           |
| 2022      | A zászlónk halált jelent                        | Our Flag Means Death               | Spanish Jackie          | visszatérő szerep                  |

## Fontosabb díjak és jelölések
Saturday Night Live
- jelölve – Primetime Emmy-díj a kiemelkedő eredeti zenéért és dalszövegért (2019)
- jelölve – legjobb női mellékszereplő (vígjátéksorozat) (2017, 2018)
- jelölve – Writers Guild of America Award a kiemelkedő írói teljesítményért komédia/vígjátéksorozatban (2015)

## Fordítás
- Ez a szócikk részben vagy egészben  a   Leslie Jones (comedian) című angol Wikipédia-szócikk ezen változatának fordításán alapul.  Az eredeti cikk szerkesztőit annak laptörténete sorolja fel. Ez a jelzés csupán a megfogalmazás eredetét és a szerzői jogokat jelzi, nem szolgál a cikkben szereplő információk forrásmegjelöléseként.